# Barbacenia conicostigma
Barbacenia conicostigma är en enhjärtbladig växtart som beskrevs av Goethart och Johannes Jan Theodoor Henrard. Barbacenia conicostigma ingår i släktet Barbacenia och familjen Velloziaceae. Inga underarter finns listade.